# Мома
Мо́ма (эвен. Мōми, якут. Муома) — река в России, правый приток Индигирки. Протекает по территории Якутии.
Длина — 406 км, площадь бассейна — 30 200 км². Берёт начало из озера Сисыктях на северном склоне хребта Улахан-Чистай (система хребта Черского). Протекает в широкой межгорной долине по территории Момского района. Впадает в Индигирку в 1086 км от её устья. В бассейне реки — каменноугольное месторождение. В устье — районный центр — село Хонуу.
Название происходит от эвенк. мома — «деревянный, лесной, древесный». Так называют реки с крутыми, легко подмывающимися берегами, которые рушатся вместе с растущими на них деревьями, загромождая при этом русло.
Питание дождевое, снеговое и налёдное. Замерзает в октябре, вскрывается в конце мая — начале июня. Русло реки в среднем и нижнем течении изобилует каменистыми порогами, характерны наледи. В среднем течении реки расположена крупнейшая в мире Большая Момская наледь. Среднегодовой расход воды в 377 км от устья — 11,02 м³/с. Река не судоходна.
| Средний расход воды (м³/с) реки Момы по месяцам и за год с 1971 по 1994 гг. (замеры производились на гидрологическом посту в районе села Сасыр) |

## Данные водного реестра
По данным государственного водного реестра России и геоинформационной системы водохозяйственного районирования территории РФ, подготовленной Федеральным агентством водных ресурсов:
- Бассейновый округ — Ленский
- Речной бассейн — Индигирка
- Речной подбассейн — отсутствует
- Водохозяйственный участок — Индигирка от впадения Неры до впадения Момы

## Основные притоки
(расстояние от устья)
- 42 км — река Кипчистан-Тирехтях (лв)
- 104 км — река Эрэкит (лв)
- 255 км — река Буордах (лв)
- 288 км — река Тирехтях (лв)